# Minolia
Minolia là một chi ốc biển, là động vật thân mềm chân bụng sống ở biển trong họ Solariellidae.

## Các loài
- Minolia midwayensis Shikama, 1977
- Minolia nyssonus (Dall, 1919)
- Minolia peramabilis Carpenter, 1864
- Minolia pompiliodes Melvill, 1891 [3]
- Minolia pseudobscura (Yokoyama, 1927):[4]
- Minolia punctata A. Adams, 1860 [5] [1]
- Minolia rotundata (Sowerby III, 1894) [6]  (taxon inquirendum)
- Minolia sakya Nomura, 1940 [7]  (taxon inquirendum)
- Minolia shimajiriensis (MacNeil, 1960)
- Minolia strigata (Sowerby III, 1894) [8]
- Minolia subangulata Kuroda & Habe, 1952 [9]
- Minolia watanabei (Shikama, 1962)

Taxa inquirenda
- Minolia caifassii Carmagna, 1888:[10]
- Minolia ceraunia Melvill, 1891 [11]
- Minolia chinensis Sowerby, 1888 [12] (use in recent literature currently undocumented)
- Minolia condei Poppe, Tagaro & Dekker, 2006[13]
- Minolia edithae Melvill, 1891 [14]
- Minolia gilvosplendens Melvill, 1891 [15]
- Minolia malcolmia Melvill, 1891[16]

Species mentioned in the Indo-Pacific Molluscan Database
- Minolia eilikrines Melvill, 1891 (incertae sedis)

Đồng nghĩa
- Phân chi Minolia (Conotrochus) Pilsbry, 1889 represented as Conotrochus Seguenza, 1864 (alternate representation)
- Minolia adarticulata Barnard, 1963: syn. Spectamen adarticulatum (Barnard, 1963)
- Minolia agapeta Melvill & Standen, 1896: syn. Parminolia apicina (Gould, 1861)
- Minolia amblia Dall, 1927; syn. Tegula patagonica (d'Orbigny, 1835)
- Minolia arata Hedley, 1903: syn. Minolops arata Hedley, 1903
- Minolia articulata (Gould, 1861): syn. Pseudominolia articulata (Gould, 1861)
- Minolia bellula Angas, 1869: syn. Spectamen bellulum (Angas, 1869)
- Minolia biangulosa (A. Adams, 1854): syn. Pseudominolia biangulosa (A. Adams, 1854)
- Minolia bicarinata (A. Adams & Reeve, 1850): syn. Ilanga bicarinata (A. Adams & Reeve, 1850)
- Minolia bleeki (Gould, 1861): syn. Pseudominolia articulata (Gould, 1861)
- Minolia charmosyne Melvill, 1918: syn. Pseudominolia musiva (Gould, 1861)
- Minolia cincta (Cotton & Godfrey, 1938): syn. Minolops cincta (Cotton & Godfrey, 1938)
- Minolia cinerea Preston, 1909: syn. Minolops cinerea (Preston, 1909)
- Minolia climacota Melvill, 1897: syn. Pseudominolia climacota (Melvill, 1897)
- Minolia congener G.B. Sowerby, 1903: syn. Ilanga laevissima (Martens, 1881)
- Minolia dulcis E. A. Smith, 1907: syn. Antimargarita dulcis (E. A. Smith, 1907)
- Minolia eucoronata G.B. Sowerby III, 1905: syn. Ethminolia impressa (G. Nevill & H. Nevill, 1869)
- Minolia eudeli Deshayes, 1863: syn. Ethminolia eudeli (Deshayes, 1863) (superseded combination)
- Minolia eutyches Melvill, 1918: syn. Pagodatrochus variabilis (H. Adams, 1873)
- Minolia gemmulata Kuroda & Habe in Kuroda et al., 1971: syn. Minolia shimajiriensis (MacNeil, 1960) (junior synonym)
- Minolia gertruda Iredale, 1936: syn.  Minolops gertruda Iredale, 1936
- Minolia glaphyrella Melvill & Standen, 1895: syn. Ethminolia glaphyrella (Melvill & Standen, 1895)
- Minolia glaucophaos (Barnard, 1963):[18] syn. Falsimargarita glaucophaos (Barnard, 1963)
- Minolia gradata G.B. Sowerby III, 1895:[19] syn. Pseudominolia gradata (G. B. Sowerby III, 1895)
- Minolia henniana Melvill, 1891: syn. Conotalopia henniana (Melvill, 1891)
- Minolia hilarula Yokoyama, 1926: syn. Conotalopia hilarula (Yokoyama, 1926)
- Minolia holdsworthana (G. Nevill & H. Nevill, 1871): syn. Pseudominolia musiva (Gould, 1861)
- Minolia holdsworthiana H. Nevill & G. Nevill, 1871: syn. Isanda holdsworthana (H. Nevill & G. Nevill, 1871)
- Minolia impressa (G. Nevill & H. Nevill, 1869): syn. Ethminolia impressa (G. Nevill & H. Nevill, 1869)
- Minolia laevissima (Martens, 1881): syn. Ilanga laevissima (Martens, 1881)
- Minolia lentiginosa (Adams, A., 1853): syn. Monilea lentiginosa (A. Adams, 1853)
- Minolia minima Golikov, in Golikov & Scarlato, 1967: syn. Conotalopia minima (Golikov, 1967)
- Minolia nedyma Melvill, 1897: syn. Pseudominolia nedyma (Melvill, 1897)
- Minolia ornata G. B. Sowerby III, 1903: syn. Conotalopia ornata (G. B. Sowerby III, 1903)
- Minolia ornatissima Schepman, 1908: syn. Solariella ornatissima (Schepman, 1908)
- Minolia pantanelli (Caramagna, 1888): syn. Monilea pantanellii (Caramagna, 1888)
- Minolia pardalis Herbert, 1987: syn. Spectamen pardalis Herbert, 1987
- Minolia peramabilis Carpenter, 1864: syn. Solariella peramabilis Carpenter, 1864
- Minolia philippensis Watson, 1880: syn. Solariella philippensis (Watson, 1880)
- Minolia plicatula Murdoch & Suter, 1906: syn. Solariella plicatula (Murdoch & Suter, 1906)
- Minolia pulcherrima Angas, 1869: syn. Minolops pulcherrima (Angas, 1869)
- Minolia pulcherrima emendata Iredale, 1924: syn. Minolops emendata (Iredale, 1924)
- Minolia sculpta (G.B. Sowerby, 1897): syn. Ethminolia sculpta (G.B. Sowerby, 1897)
- Minolia segersi Poppe, Tagaro & Dekker, 2006:[20] syn. Solariella segersi (Poppe, Tagaro & Dekker, 2006)
- Minolia sematensis Oyama, 1942: syn. Conotalopia sematensis (Oyama, 1942)
- Minolia semireticulata (Suter, 1908):[21] syn. Spectamen semireticulatum (Suter, 1908)
- Minolia singaporensis (Pilsbry, 1889):[22] syn. Conotalopia singaporensis (Pilsbry, 1889)
- Minolia splendens (G. B. Sowerby, 1897): syn. Pseudominolia splendens (Sowerby III, 1897)
- Minolia stearnsii Pilsbry, 1895: syn. Sericominolia stearnsii (Pilsbry, 1895)
- Minolia subplicata Nevill: syn. Vaceuchelus clathratus (A. Adams, 1853)
- Minolia tabakotanii Poppe, Tagaro & Dekker, 2006:[23] syn. Zetela tabakotanii (Poppe, Tagaro & Dekker, 2006) (original combination)
- Minolia tasmanica Tenison-Woods, 1876: syn. Ethminolia vitiliginea (Menke, 1843)
- Minolia textilis Murdoch & Suter, 1906: syn. Zetela textilis (Murdoch & Suter, 1906)
- Minolia thielei Hedley, 1916: syn. Falsimargarita thielei (Hedley, 1916)
- Minolia undata (G.B. Sowerby, 1870): syn. Ilanga undata undata (G.B. Sowerby, 1870)
- Minolia variabilis H. Adams, 1873: syn. Pagodatrochus variabilis (H. Adams, 1873)
- Minolia variegata Odhner, 1919:[24] syn. Pseudominolia splendens (G.B. Sowerby, 1897)